# Wycisłowo
Wycisłowo (prononciation : [vɨt͡ɕiˈswɔvɔ]) est un village polonais de la gmina de Borek Wielkopolski dans le powiat de Gostyń de la voïvodie de Grande-Pologne dans le centre-ouest de la Pologne.
Il se situe à environ 11 kilomètres au sud-ouest de Borek Wielkopolski (siège de la gmina), à 13 kilomètres au sud-est de Gostyń (siège du powiat) et à 66 kilomètres au sud de Poznań (capitale régionale).

## Histoire
De 1975 à 1998, le village faisait partie du territoire de la voïvodie de Leszno.

Depuis 1999, Wycisłowo est situé dans la voïvodie de Grande-Pologne.